# Lim Ji-yeon
Lim Ji-yeon (en hangul, 임지연; 23 de junio de 1990) es una actriz surcoreana.

## Biografía
Se graduó del Departamento de Actuación de la Universidad Nacional de Artes de Corea.
En enero de 2018 se anunció que estaba saliendo con Lee Wook, el presidente de la organización sin fines de lucro W-Foundation, sin embargo el 29 de julio del mismo año anunció que había terminado con su novio.
El 1 de abril de 2023 las agencias de Lee Do-hyun y Lim Ji-yeon anunciaron que ambos actores mantenían una relación, nacida durante el rodaje de la serie La gloria.

## Carrera
Después de comenzar su carrera como actriz en obras de teatro y cortometrajes, debutó en 2014 con un papel protagonista en el thriller erótico Obsesionado.
El 5 de agosto del 2019 se unió al elenco principal de la serie Welcome 2 Life donde dio vida a la detective Ra Si-on, la exnovia de Lee Jae Sang (Rain), una mujer que actúa antes de pensar y que a pesar de tener una actitud dura en realidad es cálida y de naturaleza pura, hasta el final de la serie el 24 de septiembre del mismo año.
En julio de 2021 se anunció que se había unido al elenco principal de la serie The Mansion donde interpretará a Ji-na, una empleada del hotel quien está investigando la verdad sobre la desaparición de su hermana mayor Ji-hyun. La serie se espera sea estrenada en el 2022.
En diciembre de 2022 se estrenó la primera parte de la serie La gloria, donde Lim es Park Yeon-jin, la principal antagonista del personaje principal Moon Dong-eun, a la que acosó durante los años de escuela y que ahora debe defenderse de su venganza. La segunda parte se transmitió en marzo de 2023. Es el primer papel de villana que interpreta en su carrera, y le valió un gran aumento de popularidad: «Para ser honesta, estaba segura de que este trabajo generaría mucho revuelo y recibiría mucho amor. Mucha gente me llama 'Yeonjin-ah' donde quiera que vaya».

## Filmografía

### Series de televisión
| Año     | Título                                   | Papel                   | Red     | Ref.                 |
| ------- | ---------------------------------------- | ----------------------- | ------- | -------------------- |
| 2015    | High Society                             | Lee Ji-yi               | SBS     | [ 13 ]               |
| 2016    | The Royal Gambler                        | Dam-seo                 | SBS     | [ 14 ]               |
| 2016    | Doctors                                  | Lee Soo-jung (Ep. 7, 8) | SBS     | [ 15 ]               |
| 2016    | Blow Breeze                              | Kim Mi-poong            | MBC     | [ 16 ]               |
| 2018    | Mojito                                   | So Joong-hee            | KBS2    |                      |
| 2019    | Welcome 2 Life                           | Det. Ra Si-on           | MBC     |                      |
| 2022    | Money Heist: Korea – Joint Economic Area | "Seoul"                 | Netflix |                      |
| 2022    | The Mansion                              | Song Ji-na              | TVING   | [ 17 ]               |
| 2022    | La gloria                                | Park Yeon-jin           | Netflix | [ 18 ] [ 12 ]        |
| 2023    | Mentiras ocultas en mi jardín            | Choo Sang-eun           | ENA     | [ 19 ] [ 20 ]        |
| 2023    | The Killing Vote                         | Joo Hyun                | SBS     | [ 21 ] [ 22 ] [ 23 ] |
| 2024-25 | El cuento de la dama Ok                  | Goo-deok/Ok Tae-young   | JTBC    | [ 24 ] [ 25 ] [ 26 ] |

### Cine
| Año  | Título              | Papel          | Ref.          |
| ---- | ------------------- | -------------- | ------------- |
| 2010 | Kiss Shop           |                |               |
| 2011 | Dear Catastrophe    |                |               |
| 2011 | Vampire             |                |               |
| 2012 | Pokerface Girl      |                |               |
| 2012 | Moonlight           |                |               |
| 2013 | Consolation         |                |               |
| 2013 | Just You            |                |               |
| 2013 | When September Ends |                |               |
| 2013 | Amnesia             |                |               |
| 2014 | Dear, Lim           |                |               |
| 2014 | Obsessed            | Jong Ga-heun   |               |
| 2015 | The Treacherous     | Dan-hee        | [ 27 ] [ 28 ] |
| 2016 | Luck Key            | Eun-joo        | [ 29 ] [ 30 ] |
| 2021 | Spiritwalker        | Moon Jin-ah    | [ 31 ] [ 32 ] |
| 2024 | Revolver            | Jeong Yoon-sun | [ 33 ] [ 34 ] |

### Programas de variedades
| Año  | Título      | Canal | Notas                |
| ---- | ----------- | ----- | -------------------- |
| 2019 | Running Man | SBS   | (ep. 465) - invitada |

## Premios y nominaciones
| Año  | Premio         | Categoría                                                                     | Trabajo        | Resultado | Ref.   |
| ---- | -------------- | ----------------------------------------------------------------------------- | -------------- | --------- | ------ |
| 2019 | 2019 MBC Drama | Top Excellence Award for an Actress in a Monday-Tuesday Special Project Drama | Welcome 2 Life | Ganadora  | [ 35 ] |
| 2019 | Asia Artist    | AAA Best Emotive (Actor)                                                      | -              | Ganadora  | [ 36 ] |